# Głogów Małopolski
Głogów Małopolski ist eine Stadt in Polen in der Woiwodschaft Karpatenvorland. Sie ist Sitz der gleichnamigen Stadt-und-Land-Gemeinde mit etwa 19.600 Einwohnern.

## Geographische Lage
Głogów Małopolski liegt etwa zwölf Kilometer nördlich von Rzeszów in der Tiefebene von Sandomierz.

## Geschichte
Am 22. April 1570 erteilte Krzysztof Głowa die Anweisung das an der Stelle des heutigen Głogów Małopolski eine Stadt errichtet werden soll, welche nach ihm Głowów genannt werden sollte. Dies war die erste polnische Stadt die nach einem Stadtplan im Stil der Renaissance errichtet wurde. Das Zentrum der Stadt bildete ein quadratischer Markt mit einer Seitenlänge von 168 Metern. Das Stadtrecht erhielt Głowów mit einer Urkunde vom 31. Mai 1578 nach Magdeburger Recht verliehen. Nach einem Überfall der Tataren wurde die Stadt von Mauern umgeben und die Straßen führten nur noch über Stadttore nach außen. Am 20. April 1630 wurde die hölzerne Kirche der Stadt eingeweiht. Das Rathaus, ebenfalls aus Holz, wurde 1636 fertiggestellt. Während der Teilungen Polens war Głogów Małopolski Teil Österreichs. Im September 1939 wurde die Stadt von der Wehrmacht besetzt. Die Besetzung dauerte bis zum Einmarsch der Roten Armee am 30. Juli 1944.
Am 22. Juli 1960 erfolgte der Anschluss an das Schienennetz mit Verbindung ins nahegelegene Rzeszów. Zum 30. Oktober 2004 waren in der Stadt Głogów Małopolski 320 Einwohner arbeitslos gemeldet, in der Gemeinde 909.

## Gemeinde
Zur Stadt-und-Land-Gemeinde gehören neben der Stadt Głogów Małopolski Dörfer mit 13 Schulzenämtern.

## Verkehr
Głogów Małopolski liegt an der Europastraße 371 zugleich Landesstraße 9 (Droga krajowa 9), welche von Radom über Tarnobrzeg nach Rzeszów und weiter nach Barwinek führt.
Der nächste internationale Flughafen ist der Flughafen Rzeszów-Jasionka, welcher etwa sechs Kilometer südöstlich der Stadt liegt.
Seit 1960 verfügt Głogów Małopolski über einen Bahnanschluss und hat damit Direktverbindungen nach Rzeszów und Dębica.